# Década de 240 a.C.
Séculos: (Século IV a.C. - Século III a.C. - Século II a.C.)
Décadas: 290 a.C. 280 a.C. 270 a.C. 260 a.C. 250 a.C. - 240 a.C. - 230 a.C. 220 a.C. 210 a.C. 200 a.C. 190 a.C.
Anos:
249 a.C. - 248 a.C. - 247 a.C. - 246 a.C. - 245 a.C. - 244 a.C. - 243 a.C. - 242 a.C. - 241 a.C. - 240 a.C.